# Дарданель (Арканзас)
Дарданель (англ. Dardanelle) — місто (англ. city) в США, в окрузі Єлл штату Арканзас. Населення — 4517 осіб (2020).

## Географія
Дарданель розташований на висоті 101 метр над рівнем моря за координатами 35°13′35″ пн. ш. 93°9′57″ зх. д. / 35.22639° пн. ш. 93.16583° зх. д. (35.226305, -93.165909). За даними Бюро перепису населення США в 2010 році місто мало площу 9,49 км², з яких 9,49 км² — суходіл та 0,00 км² — водойми.

## Історія
Дарданель — одине найстаріших міст в штаті Арканзас. Офіційно зареєстрований в 1855-м р.,Дарданель відсвяткувало 150-річний ювілей цієї події в 2005. Однак, поселення на місці сучасного міста з'явилися задовго до цього, вперше було засновано як річкове містечко в середині XVIII сторіччя. Дарданель є однією зі столиць округу Єлл, розділяючи цей титул з Данвілем.
24 червня 1823 року на місці нинішньої вулиці Фронт-стріт під двома величезними (понад 30 метрів) та старими (400—500 років) дубами був написано «Мир під старими дубами» (англ. The Treaty of Council Oaks). За розпорядженням президента Дж. Монро, полковник армії США Девід Брірлі та секретар території Арканзас Роберт Кріттендон зустрівся з вождем Чорної Лисиці та іншими лідерами черокі, щоб встановити межі. Внаслідок, черокі віддали всю землю в Арканзасі південніше річки Арканзас. Один з двох дубів був знесений на початку 1990-х рр. внаслідок повені, але другий ще стоїть. Тепер на цьому місці розташований міський парк.
Завдяки розташуванню на берегах річки Арканзас, Дарданель було одним з найголовніших міст штату в XIX столітті. Щорічно повз місто пропливали сотні барж, човнів та інших суден. Перебуваючи приблизно на півдорозі між двома найбільшими містами штату, Літл-Роком та Форт-Смітом, Дарданель було великим транспортним та діловим вузлом.
Дарданель здавна приваблював (і залучає до цього дня) іммігрантів. Наприкінці XVIII — початку XIX століть в місто прибуло безліч чеських та німецьких родин (Баллоуни, Водражкі, Штанеки та Пфайффери). Сьогодні Дарданель є лідером штату за кількістю іспаномовного населення (понад 21 % мешканців міста).
Наприкінці 1990-х рр. в західній частині міста відкрився Мерітт-парк. Це великий сучасний парк, на території якого розташовані бейсбольні та баскетбольні майданчики, футбольне поле та бігові доріжки. Громадський центр  Дарданелли, розташований недалеко від парку, відкрився приблизно в той же час.

## Демографія
Згідно з переписом 2010 року, у місті мешкало 4745 осіб у 1680 домогосподарствах у складі 1116 родин. Густота населення становила 500 осіб/км². Було 1877 помешкань (198/км²).
Расовий склад населення:
| - 80,3 % — білих - 3,7 % — чорних або афроамериканців - 0,7 % — корінних американців - 0,6 % — азіатів - 12,2 % — осіб інших рас |

До двох чи більше рас належало 2,5 %. Іспаномовні складали 36,1 % від усіх жителів.
За віковим діапазоном населення розподілялося таким чином: 28,7 % — особи молодші 18 років, 56,8 % — особи у віці 18—64 років, 14,5 % — особи у віці 65 років та старші. Медіана віку мешканця становила 32,4 року. На 100 осіб жіночої статі у місті припадало 95,8 чоловіків; на 100 жінок у віці від 18 років та старших — 90,2 чоловіків також старших 18 років.
Середній дохід на одне домашнє господарство становив 37 672 долари США (медіана — 29 962), а середній дохід на одну сім'ю — 43 812 долари (медіана — 35 051). Медіана доходів становила 26 020 доларів для чоловіків та 16 429 доларів для жінок. За межею бідності перебувало 31,8 % осіб, у тому числі 47,4 % дітей у віці до 18 років та 7,8 % осіб у віці 65 років та старших.
Цивільне працевлаштоване населення становило 1978 осіб. Основні галузі зайнятості: виробництво — 27,0 %, освіта, охорона здоров'я та соціальна допомога — 16,0 %, будівництво — 11,8 %, мистецтво, розваги та відпочинок — 10,8 %.
За даними перепису населення 2000 року в Дарданелі мешкало 4228 осіб, 1078 сімей, налічувалося 1605 домашніх господарств і 1747 житлових будинків. Середня густота населення становила близько 535 осіб на один квадратний кілометр. Расовий склад Дарданелі за даними перепису розподілився таким чином: 75,24 % білих, 4,64 % — чорних або афроамериканців, 0,54 % — корінних американців, 0,43 % — азіатів, 0,09 % — вихідців з тихоокеанських островів, 2,41 % — представників змішаних рас, 16,65 % — інших народів. Іспаномовні склали 21,48 % від усіх жителів міста.
З 1605 домашніх господарств в 32,8 % — виховували дітей віком до 18 років, 47,9 % представляли собою подружні пари, які спільно проживали, в 14,1 % сімей жінки проживали без чоловіків, 32,8 % не мали сімей. 29,2 % від загального числа сімей на момент перепису жили самостійно, при цьому 15,3 % склали самотні літні люди у віці 65 років та старше. Середній розмір домашнього господарства склав 2,56 особи, а середній розмір родини — 3,12 особи.
Населення міста за віковою діапазону за даними перепису 2000 розподілилося таким чином: 25,4 % — жителі молодше 18 років, 9,9 % — між 18 і 24 роками, 28,5 % — від 25 до 44 років, 19,7 % — від 45 до 64 років і 16,5 % — у віці 65 років та старше. Середній вік мешканця склав 35 років. На кожні 100 жінок в Дарданелі припадало 92,7 чоловіків, у віці від 18 років та старше — 86,6 чоловіків також старше 18 років.
Середній дохід на одне домашнє господарство в місті склав 25 727 доларів США, а середній дохід на одну сім'ю — 30 457 доларів. При цьому чоловіки мали середній дохід в 21 138 доларів США на рік проти 17 370 доларів середньорічного доходу у жінок. Дохід на душу населення в місті склав 14 583 долари на рік. 14,9 % від усього числа сімей в окрузі і 19,6 % від усієї чисельності населення перебувало на момент перепису населення за межею бідності, при цьому 26,5 % з них були молодші 18 років і 14,0 % — у віці 65 років та старше.

## Транспорт
Наприкінці 1800-х понтонний міст між Дарданелем і Расселвілем замінив собою пором. Довжиною в 673 метри, він був найдовшим понтонним мостом через проточну воду. За 30 років свого існування цей міст чотири рази змивався рікою.
В 1960-х роках була побудована гребля-шлюз на озері Дарданель, яка останнім часом є частиною навігаційної системи «Маклеллан-Керр». Шлюз дозволяє регулювати рух річкових суден по річці Арканзас.
Через Дарданель проходять (або закінчуються в ньому) автостради 7, 22, 27 і 28.

## Пам'ятки
У Дарданелі і його околицях розташоване безліч визначних пам'яток, у тому числі:
- Озеро Дарданель
- Гора Небо і парк гори Небо
- Національний заповідник Холла-Бенд
- Мерітт-парк
- Прибережний парк-меморіал ветеранів (англ. Veterans' Memorial Riverfront Park)
- Парк старих дубів (англ. Council Oaks Park)

## Відомі уродженці
- Джим Колдвелл (англ. Jim R. Caldwell), перший республіканець, що потрапив до сенату Арканзасу з часи Реконструкції (1969—1978).
- Професійний гравець в гольф Джон Дейлі (англ. John Daly) жив Дарданелі в дитинстві; Зараз йому належать будинок недалеко від Дарданеля та майданчик для Lion's Den Golf Course.
- Колишній директор Федерального агентства з надзвичайних ситуацій США, Джеймс Вітт (англ. James Lee Witt) також провів тут дитинство.

## Згадки про місто
- Дарданель згадується у відомій блюзовій композиції 1921-о року «Arkansas Blues», написаної Антоном Ладо та Спесером Вільямсом.